# Route départementale 7 (Hautes-Pyrénées)
Pour les articles homonymes, voir Route départementale 7.
La route départementale 7, ou RD 7, est une route départementale des Hautes-Pyrénées reliant Gazost à Maubourguet.

## Descriptif

### Longueur
L'itinéraire présente une longueur de 64,9 km.

### Nombre de voies
La RD 7 est sur la totalité de son tracé bidirectionnelle à deux voies.

### Tracé
La RD 7 traverse le département du sud au nord à l'ouest de l’agglomération de Tarbes, à partir de Gazost dans le Lavedan (Vallée de Castelloubon) et rejoint Maubourguet à la route départementale D 943.
Elle raccorde le Pays des Vallées des Gaves au Pays du Val d’Adour.

## Communes traversées
- Gazost
- Juncalas
- Cheust
- Sere-Lanso
- Arrodets-ez-Angles
- Les Angles
- Arcizac-ez-Angles
- Lézignan
- Bourréac
- Paréac
- Orincles
- Bénac
- Louey
- Juillan
- Ibos
- Tarbes
- Bordères-sur-l'Échez
- Oursbelille
- Lagarde
- Siarrouy
- Talazac
- Saint-Lézer
- Vic-en-Bigorre
- Caixon
- Nouilhan
- Larreule
- Maubourguet

## Gestion, entretien et exploitation

### Organisation territoriale
En 2021, les services routiers départementaux sont organisés en cinq agences techniques départementales et 25 centres d'exploitation qui ont pour responsabilité l’entretien et l’exploitation des routes départementales de leur territoire. 
La RD 7 dépend des agences du Pays des Vallées des Gaves et du Pays du Val d’Adour et des centres d'exploitation de Tarbes et de Vic-en-Bigorre.

### Exploitation
En saison hivernale, le département publie une carte des conditions de circulation (C1 circulation normale, C2 délicate, C3 difficile, C4 impossible).

## Galerie

Sélection de vues diverses
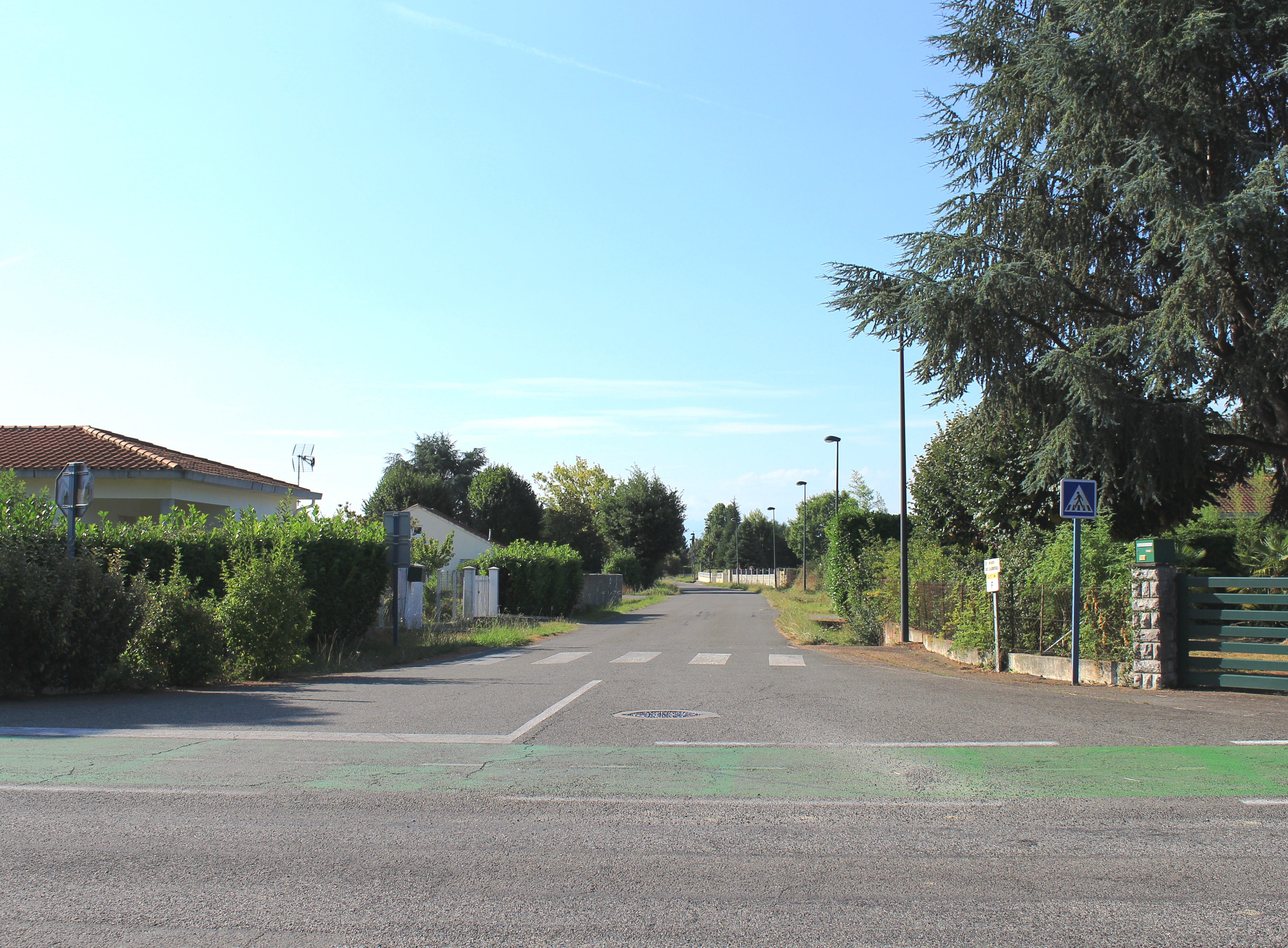
Fin de la RD.
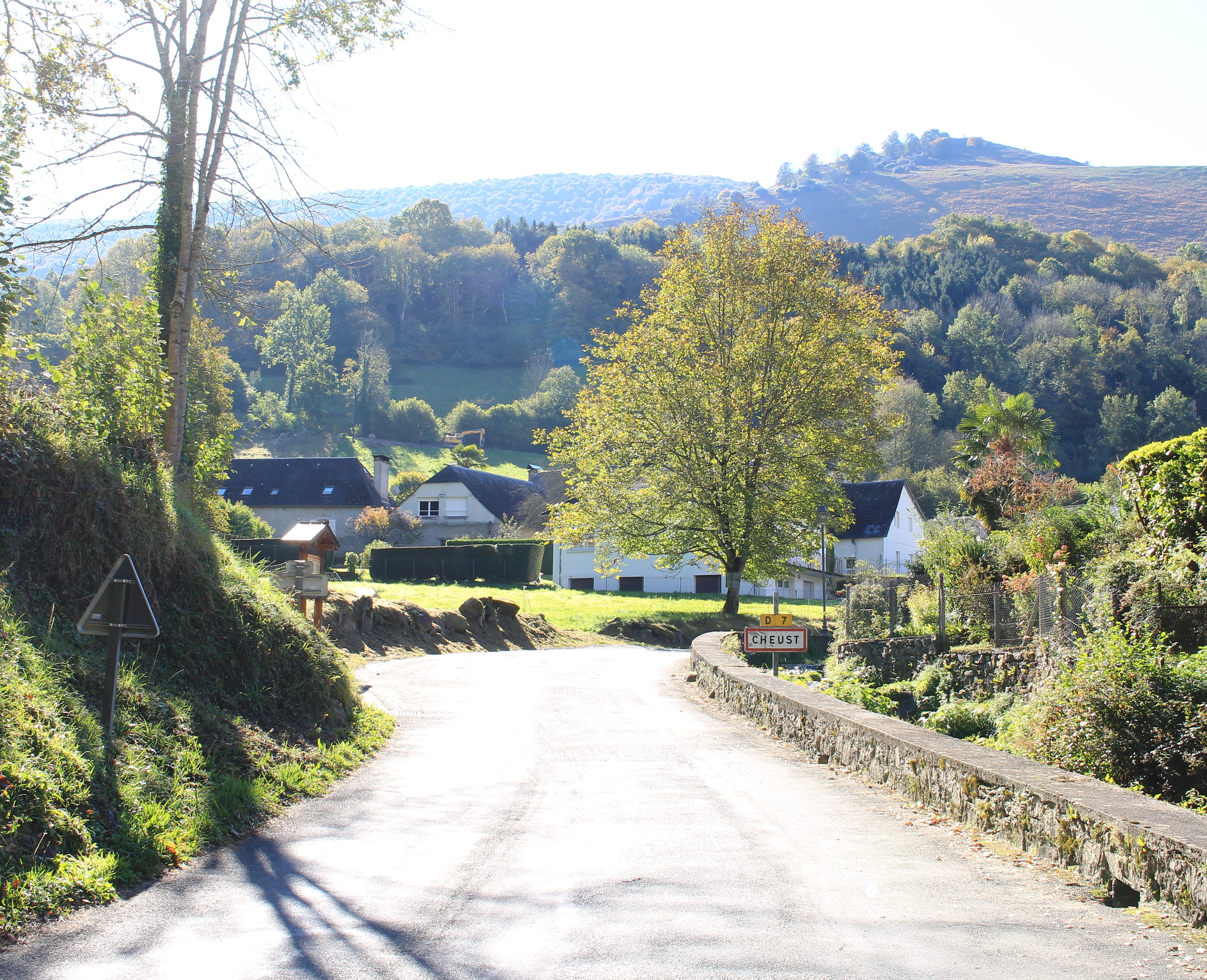
Entrée Sud de Cheust.
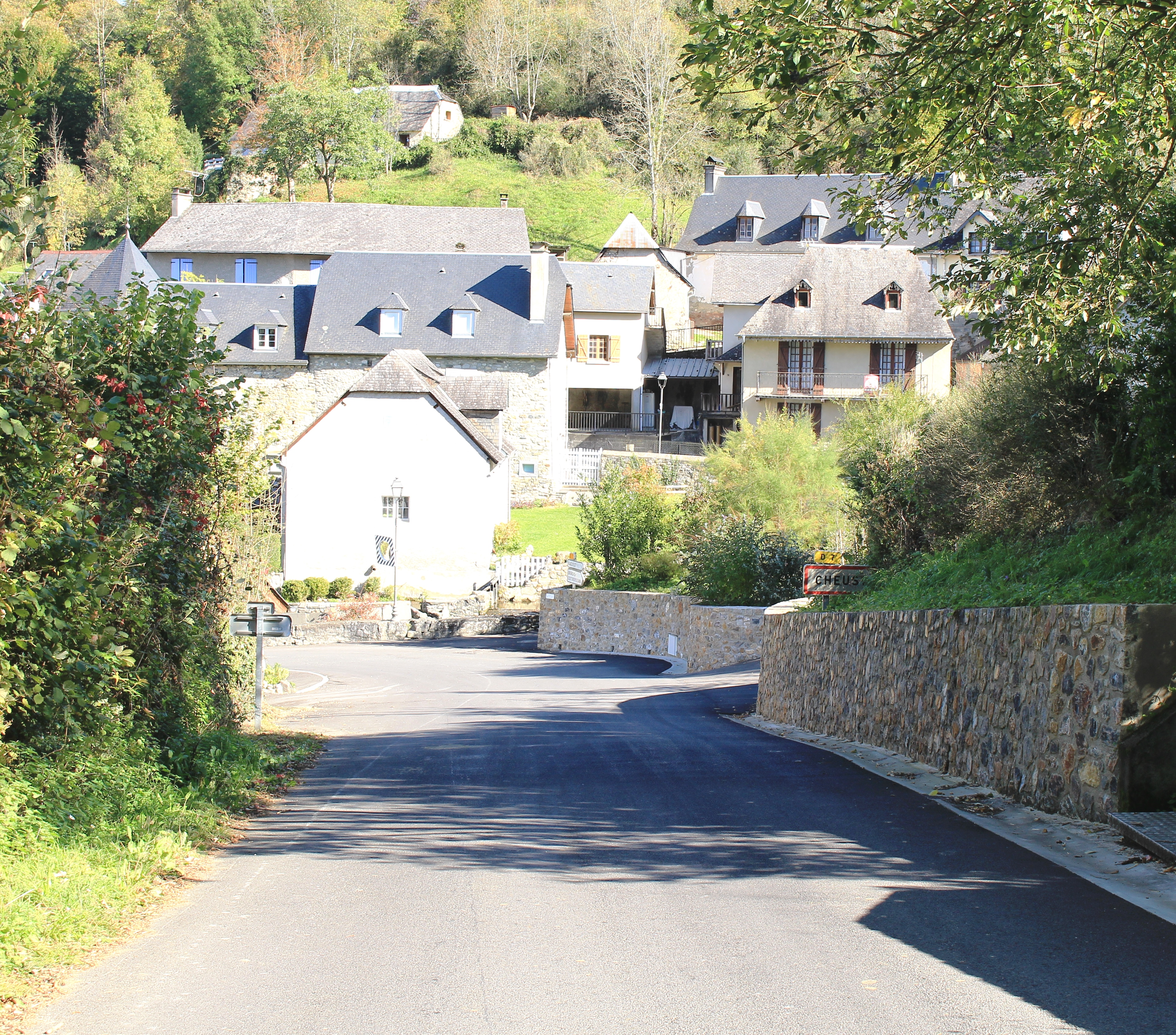
Entrée Nord de Cheust.
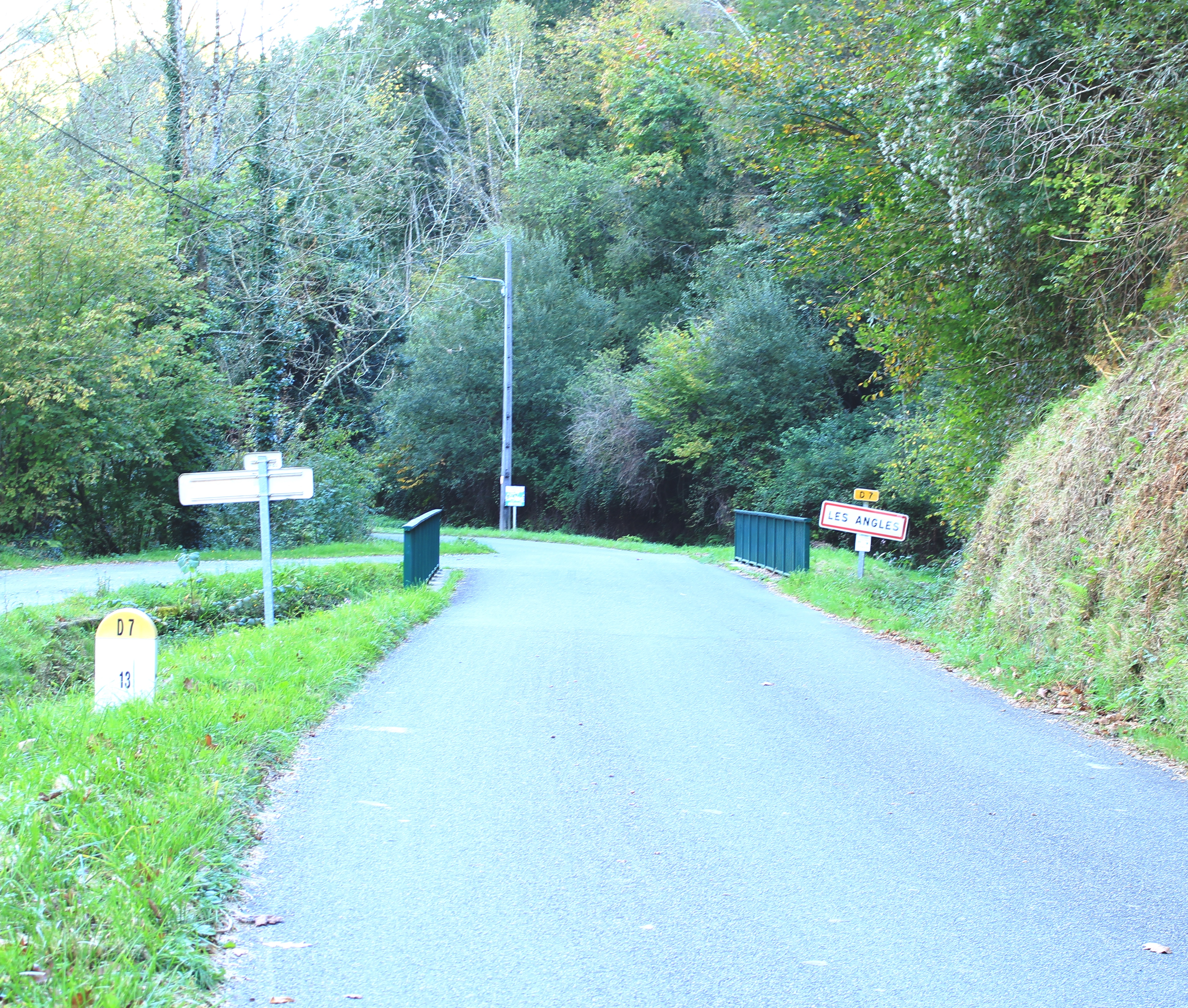
Entrée Sud des Angles.
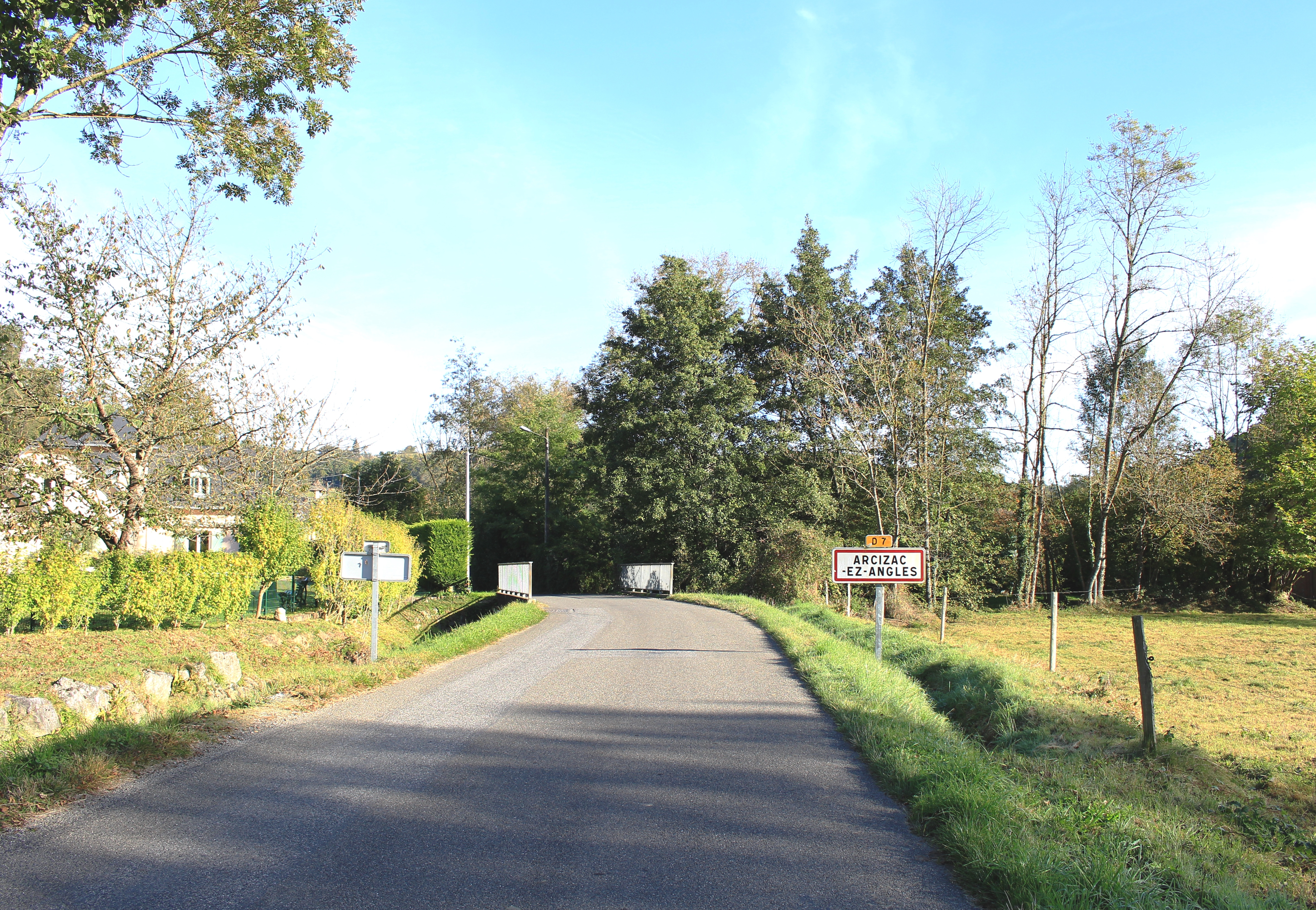
Entrée Sud d'Arcizac-ez-Angles.
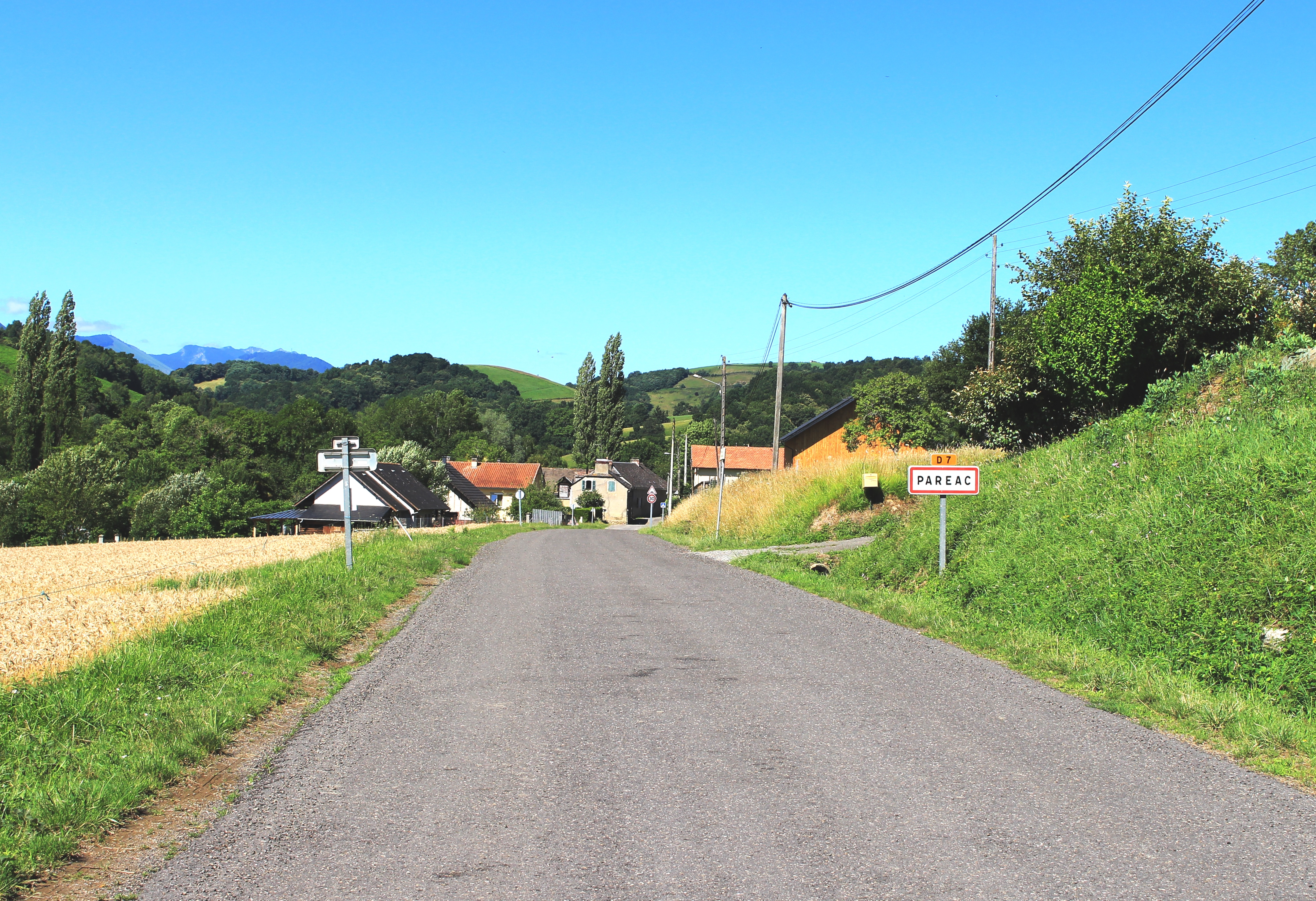
Entrée Est de Paréac.
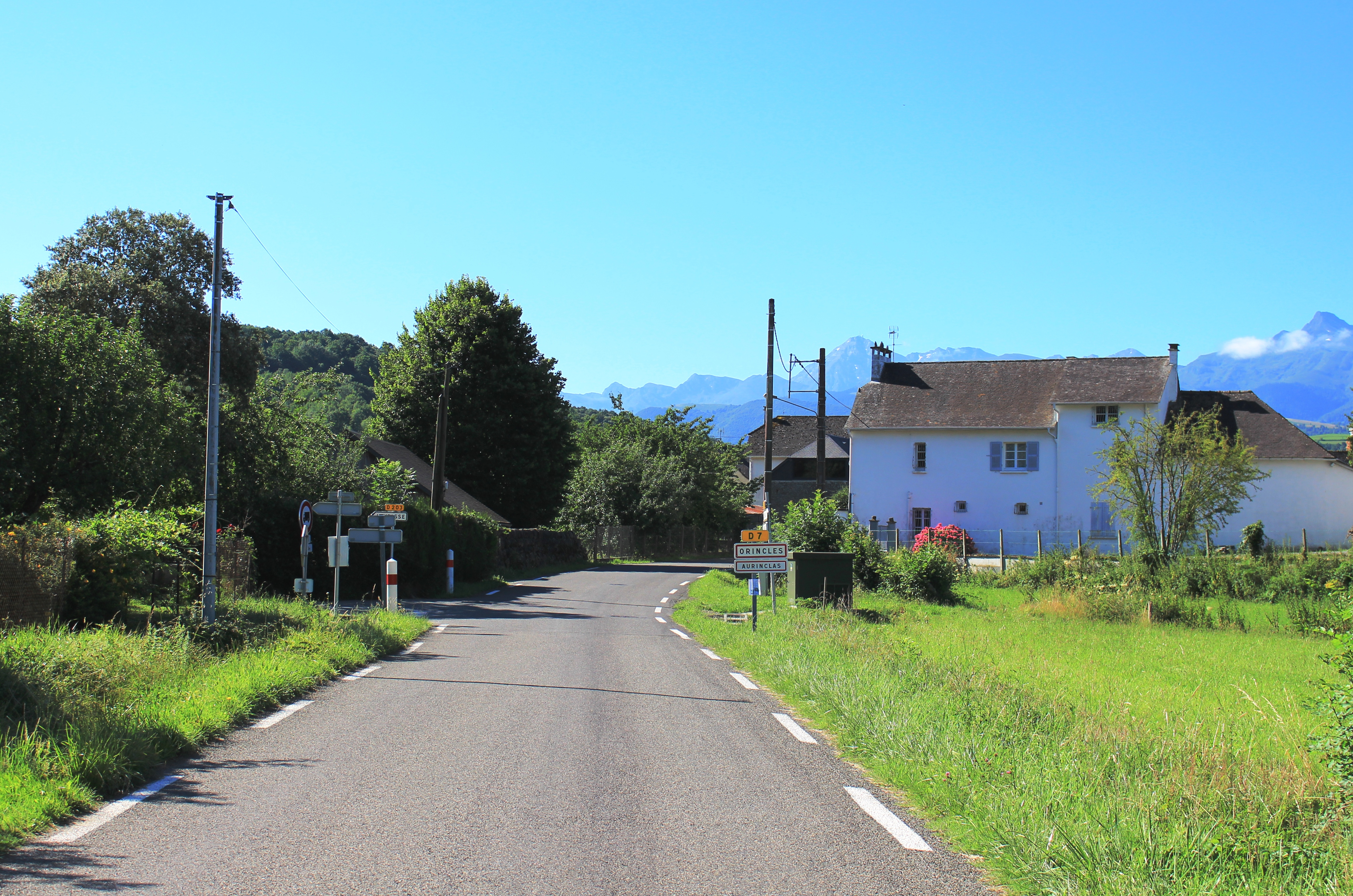
Entrée Nord d'Orincles.
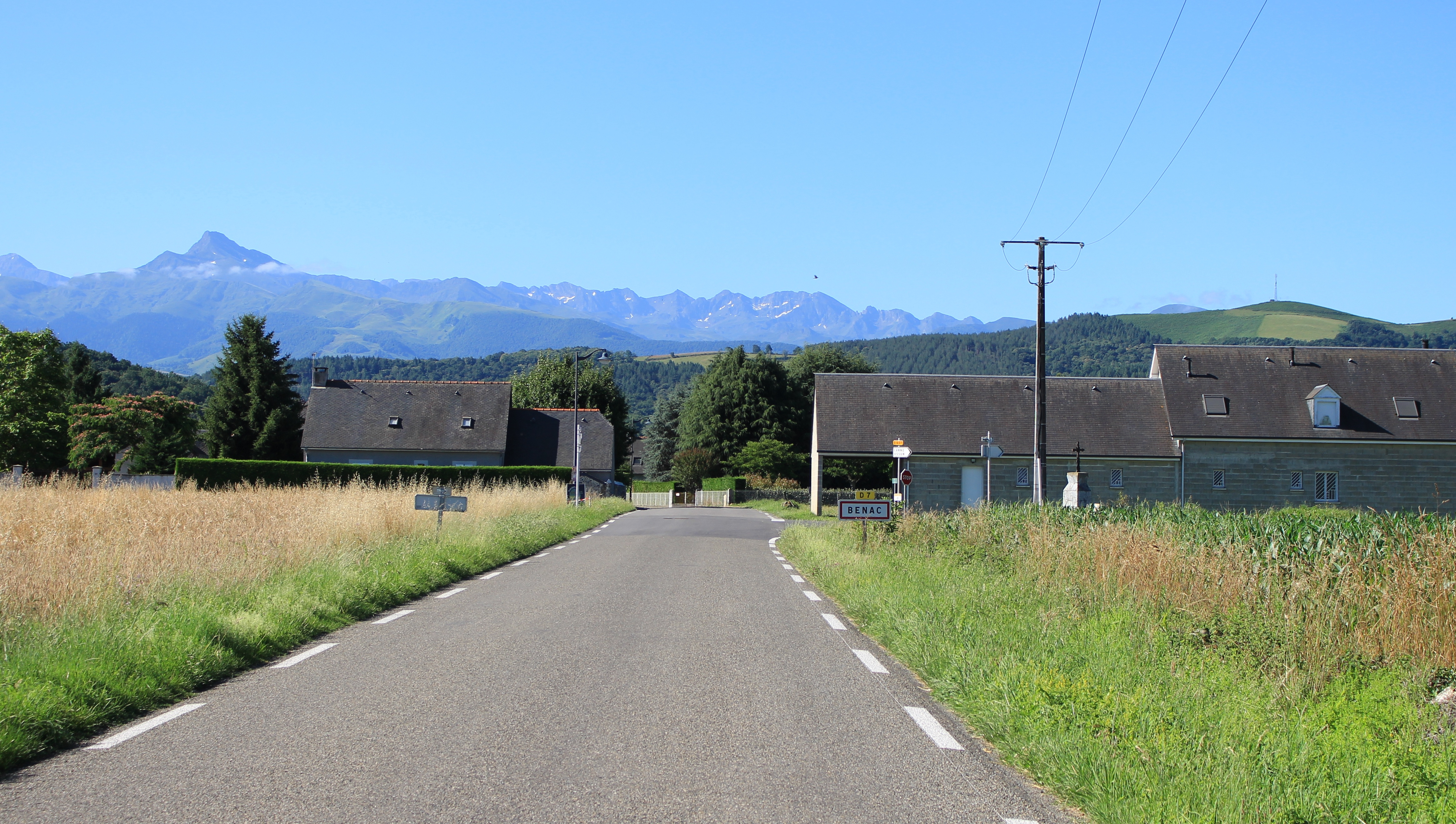
Entrée Nord de Bénac.
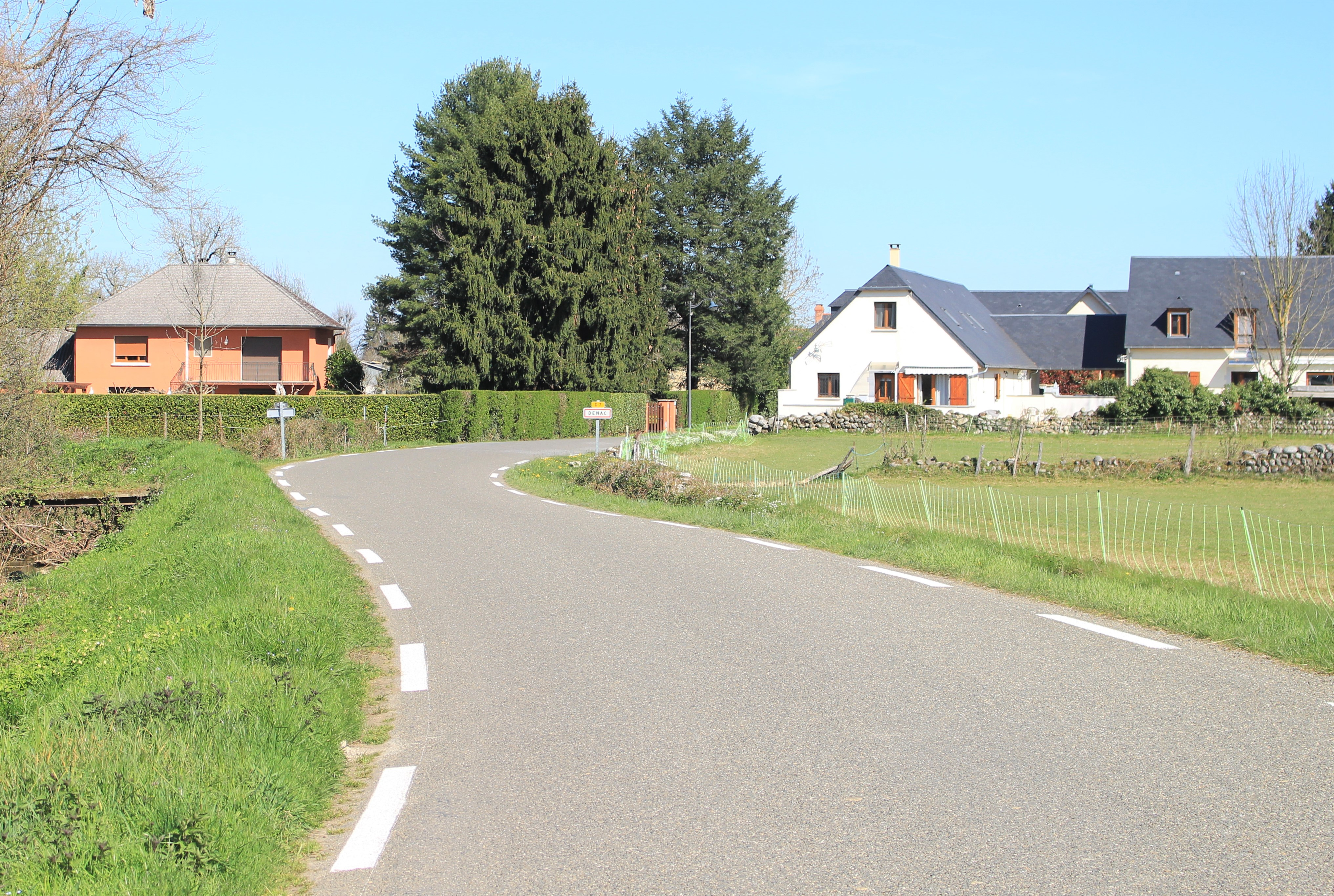
Entrée Sud de Bénac.
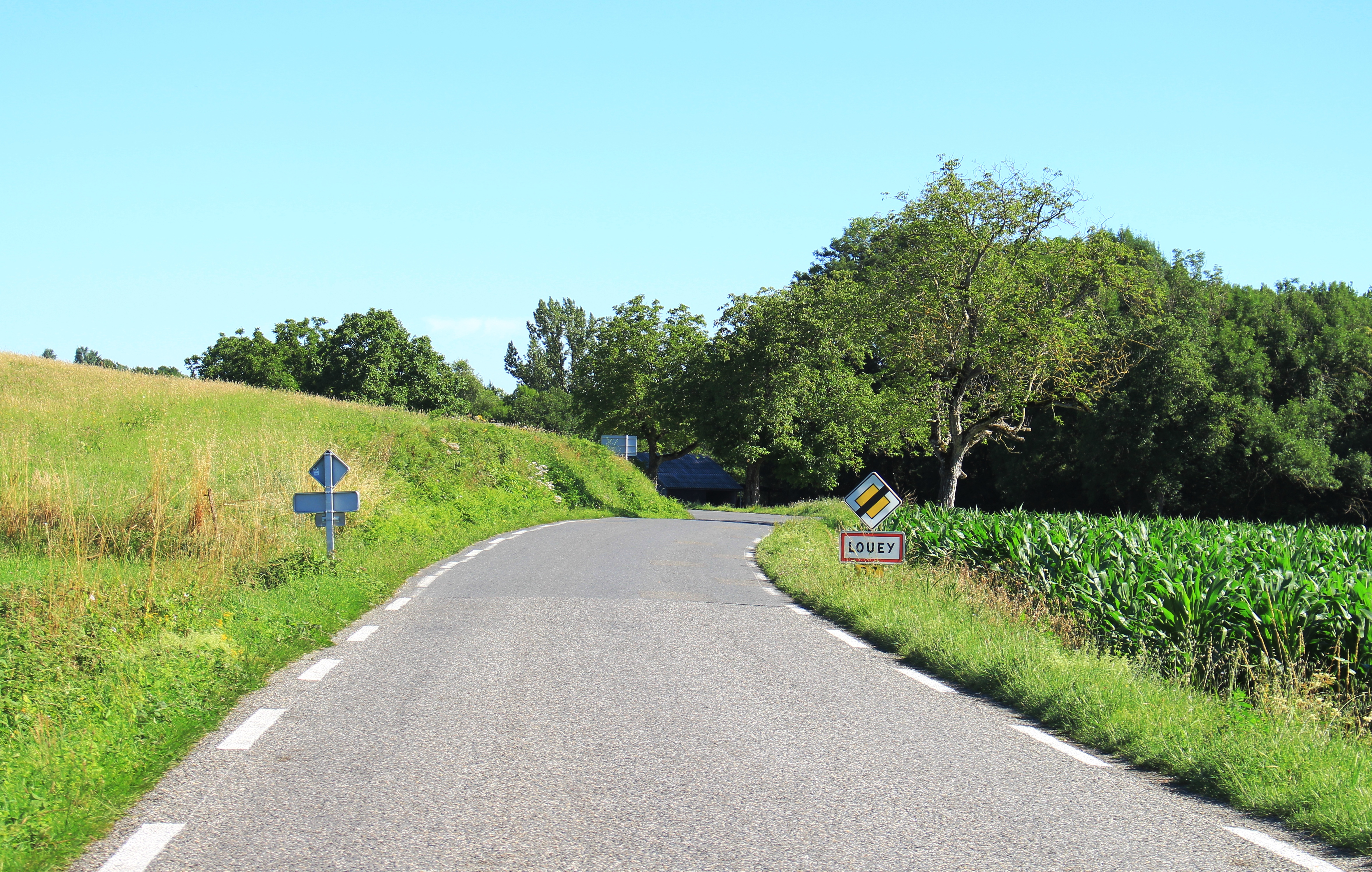
Entrée Sud de Louey.
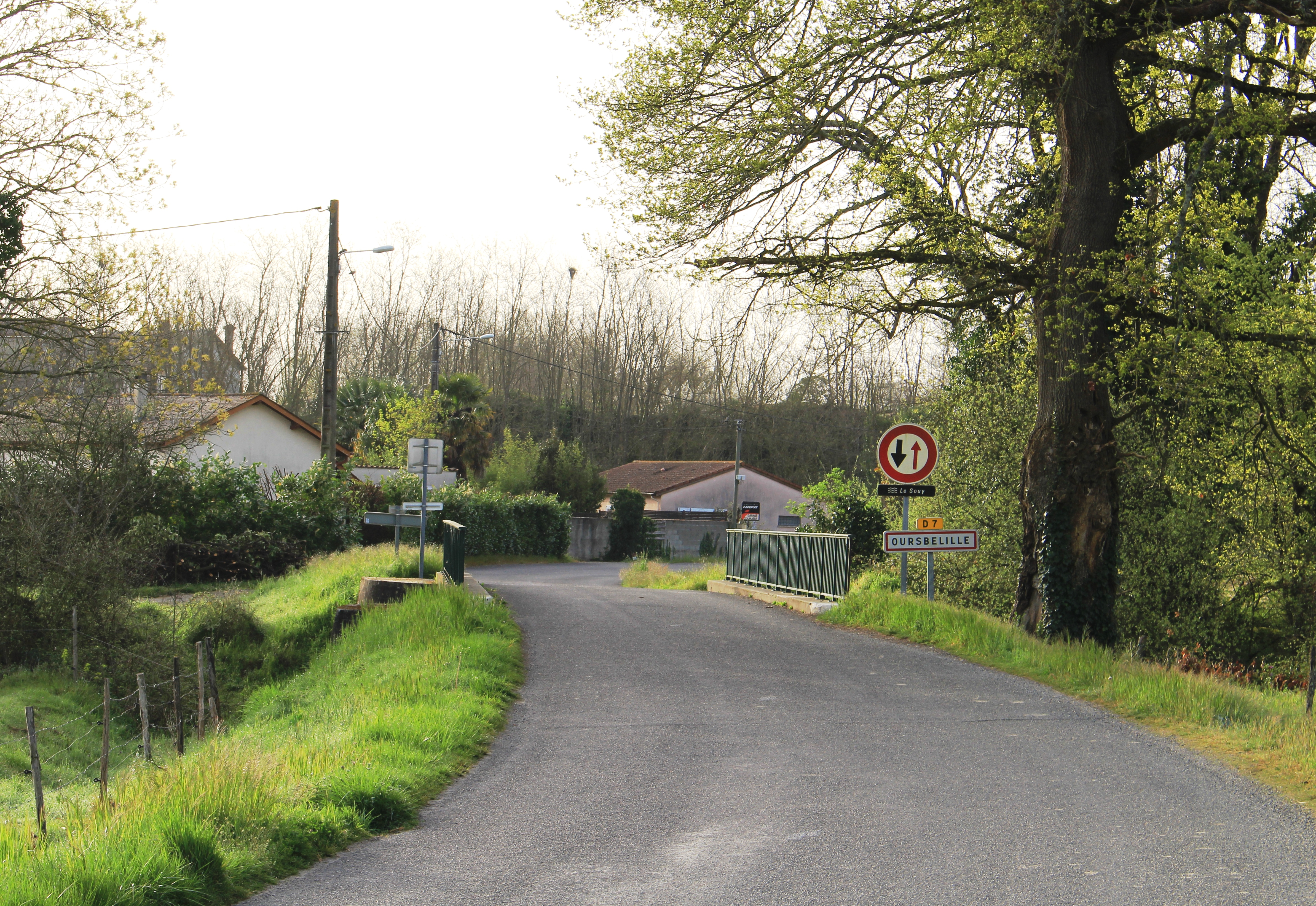
Entrée Nord d'Oursbelille.
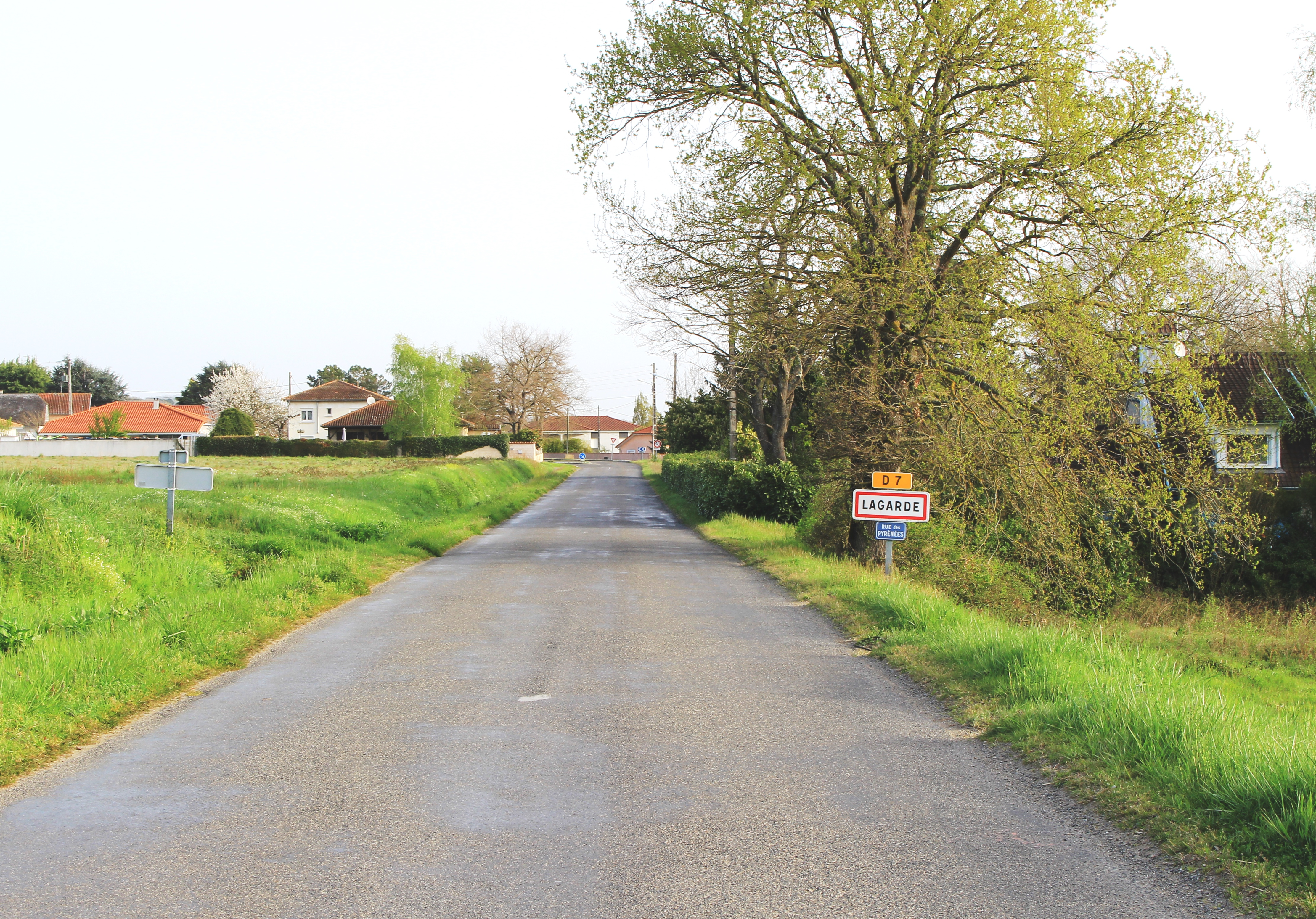
Entrée Sud de Lagarde.
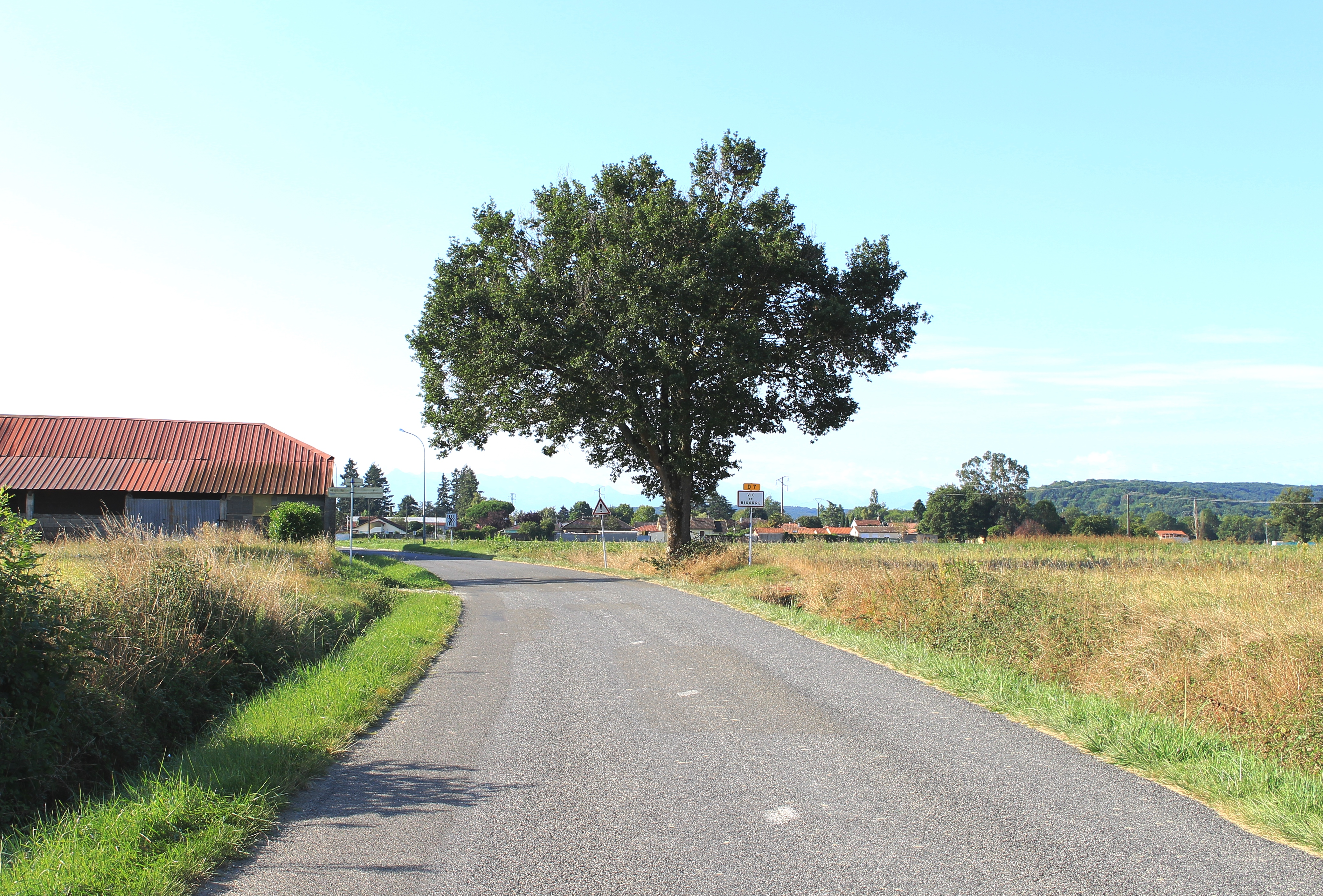
Entrée Nord-Ouest de Vic.
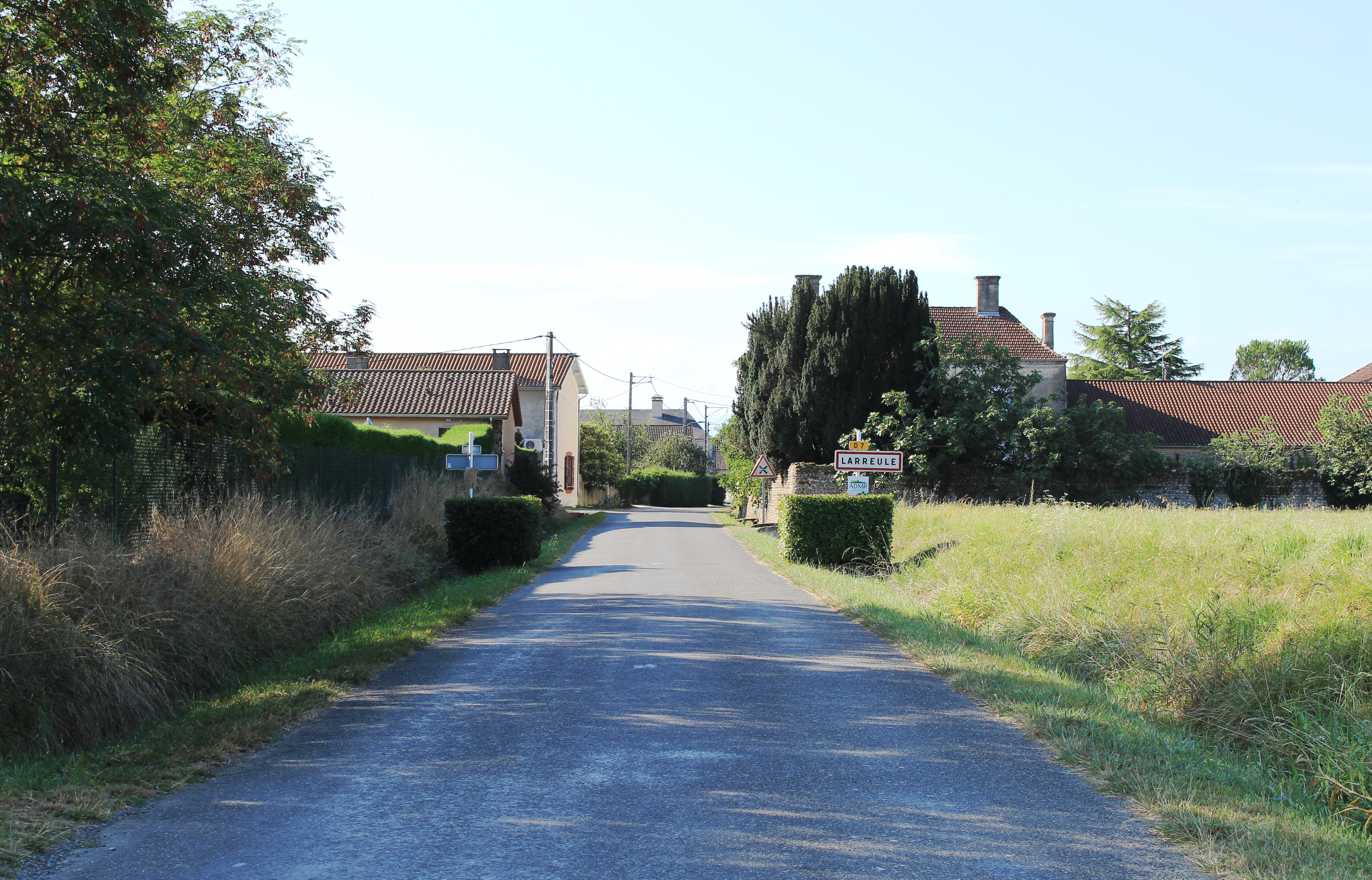
Entrée Nord de Larreule.
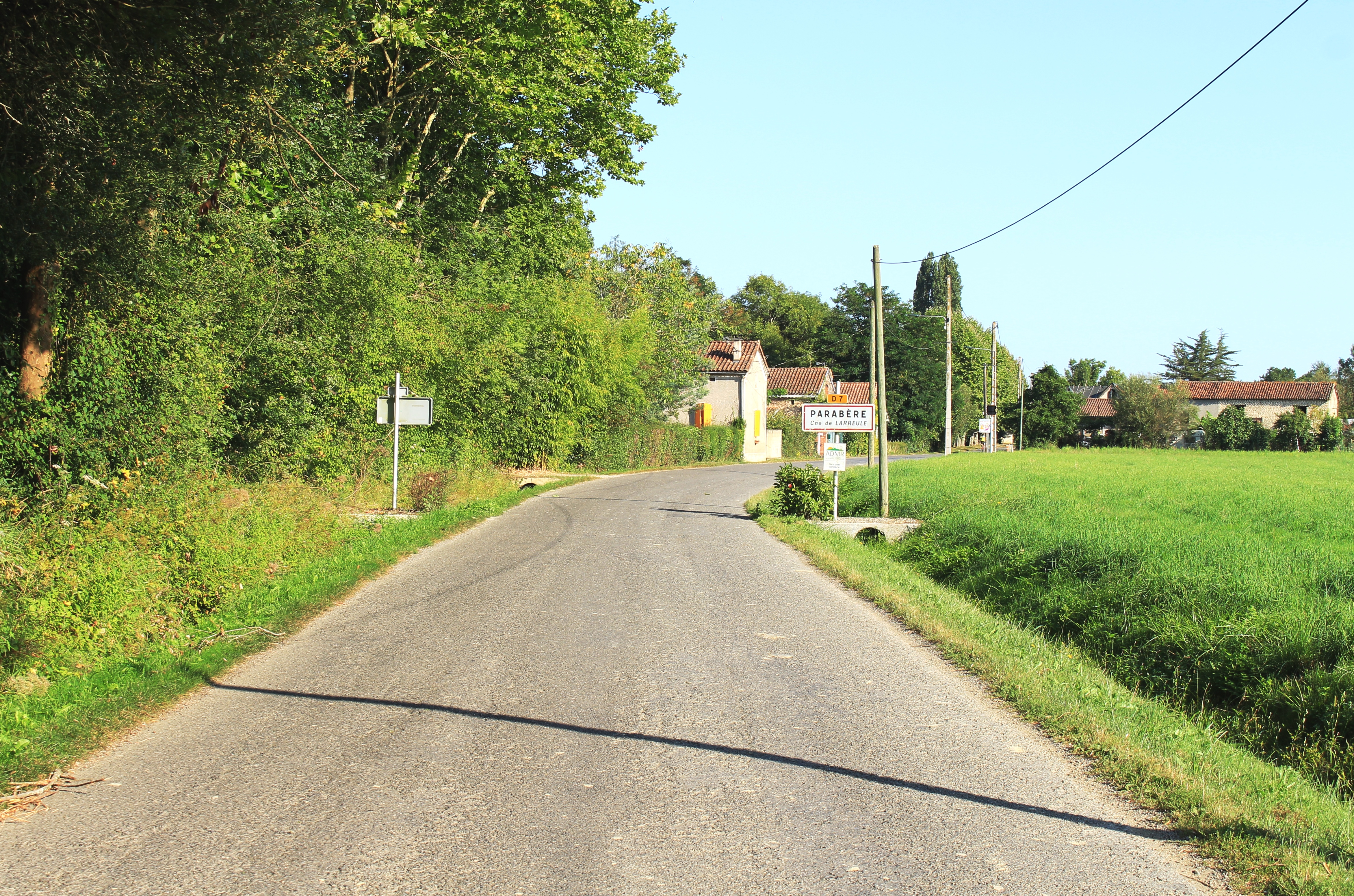
Entrée Sud de Parrabère.
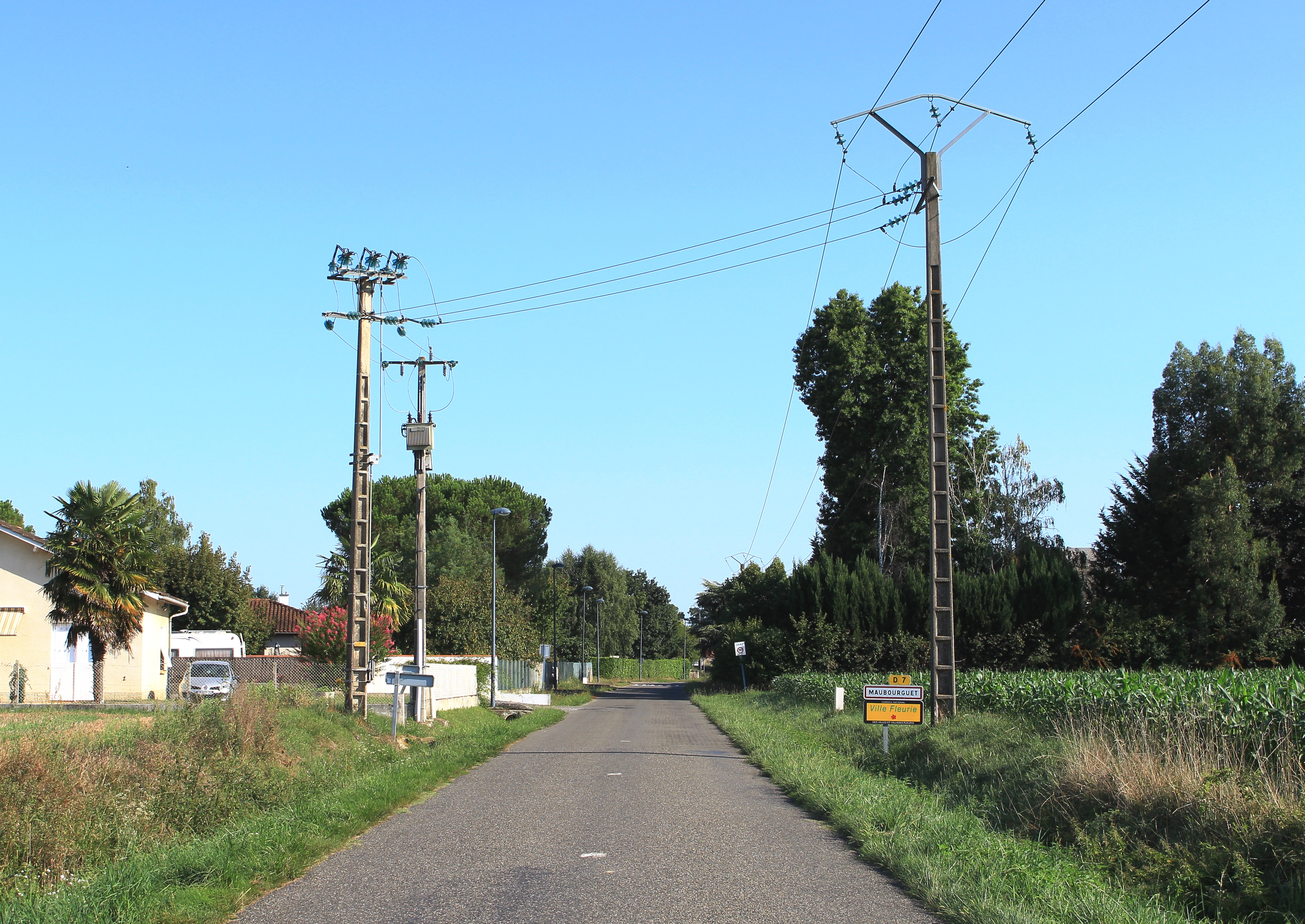
Entrée Sud de Maubourguet